# Zerschellschicht
Der militärische Begriff Zerschellschicht bezeichnet eine Steinpackung an einem Mauerwerk oder an einer Betonwand eines Festungswerkes, mit deren Hilfe auftreffende Geschosse frühzeitig zur Explosion gebracht werden sollen, damit diese die eigentlichen Festungswände nicht wesentlich beschädigen können.